# Unabhängige christlich-deutsche Tiroler Arbeitsgemeinschaft
Die Unabhängige christlich-deutsche Tiroler Arbeitsgemeinschaft war eine Wahlliste, die 1925 bei der Landtagswahl in Tirol antrat. Die Tiroler Arbeitsgemeinschaft hatte sich dabei von der Tiroler Volkspartei abgespalten, nachdem die Volkspartei in den Jahren zuvor eine strikte Finanz- und Sozialpolitik betrieben hatte. Unter der Führung von Hans Gamper, der ursprünglich dem Volksverein angehört hatte, spaltete sich die christliche Arbeiterschaft ab und trat als Tiroler Arbeitsgemeinschaft bei der Landtagswahl an, wo sie auf Anhieb drei Mandate erreichte. Politisch unterstützte die Arbeitsgemeinschaft in der Folge im ideologischen Bereich die Tiroler Volkspartei. Die Entwicklung führte in der Folge zum Aufbau des Arbeiterbundes sowie der christlichsozialen Arbeitsgemeinschaft und mündete nach dem Zweiten Weltkrieg in der Gründung des ÖAAB. 